# Kinks (álbum)
Kinks es el álbum debut de la banda de rock inglesa The Kinks, publicado en 1964. En Estados Unidos fue publicado como You Really Got Me, sin tres canciones del álbum original. El álbum fue publicado de nueva cuenta en 1998 en el Reino Unido en Castle Records con otras doce canciones extra. Esta nueva versión se editó en el año 2004 al lado de la discográfica Sanctuary Records.

## Lista de canciones
Todas las canciones escritas por Ray Davies, excepto donde se indique

### Lista de canciones original deKinksen el Reino Unido
| Lado A |                              |                          |          |  |
| N.º    | Título                       | Escritor                 | Duración |  |
| 1.     | «Beautiful Delilah»          | Chuck Berry              | 2:07     |  |
| 2.     | «So Mystifying»              |                          | 2:53     |  |
| 3.     | «Just Can't Go to Sleep»     |                          | 1:58     |  |
| 4.     | «Long Tall Shorty»           | Herb Abramson, Don Covay | 2:50     |  |
| 5.     | «I Took My Baby Home»        |                          | 1:48     |  |
| 6.     | «I'm a Lover, Not a Fighter» | J.D. "Jay" Miller        | 2:03     |  |
| 7.     | «You Really Got Me»          |                          | 2:13     |  |

| Lado B |                                      |                       |          |  |
| N.º    | Título                               | Escritor              | Duración |  |
| 1.     | «Cadillac»                           | Bo Diddley            | 2:44     |  |
| 2.     | «Bald Headed Woman»                  | Trad., arr Shel Talmy | 2:42     |  |
| 3.     | «Revenge»                            | R. Davies, Larry Page | 1:29     |  |
| 4.     | «Too Much Monkey Business»           | Chuck Berry           | 2:16     |  |
| 5.     | «I've Been Driving on Bald Mountain» | Trad., arr Shel Talmy | 2:01     |  |
| 6.     | «Stop Your Sobbing»                  |                       | 2:06     |  |
| 7.     | «Got Love If You Want It»            | James Moore           | 3:46     |  |

### Lista de canciones deYou Really Got Meen Estados Unidos
Lado A
1. "Beautiful Delilah" (Chuck Berry)
2. "So Mystifying"
3. "Just Can't Go To Sleep"
4. "Long Tall Shorty" (Herb Abramson, Don Covay)
5. "You Really Got Me"

Lado B
1. "Cadillac" (E. McDaniel)
2. "Bald Headed Woman" (Trad/Arr Shel Talmy)
3. "Too Much Monkey Business" (Chuck Berry)
4. "I've Been Driving On Bald Mountain" (Trad/Arr Shel Talmy)
5. "Stop Your Sobbing"
6. "Got Love If You Want It" (Slim Harpo)

### Canciones extra de la reedición de 2001
1. "You Still Want Me" – 1:59
2. "I Don't Need You Any More" – 2:10

### Canciones extra de la reedición de 2004
1. "Long Tall Sally" (Robert Blackwell, Enotris Johnson, Richard Penniman) – 2:12
2. "You Still Want Me" – 1:59
3. "You Do Something to Me" – 2:24
4. "It's Alright" – 2:37
5. "All Day and All of the Night" – 2:23
6. "I Gotta Move" – 2:22
7. "Louie, Louie" (Richard Berry) – 2:57
8. "I Gotta Go Now" – 2:53
9. "Things Are Getting Better" – 1:52
10. "I've Got That Feeling" – 2:43
11. "Too Much Monkey Business" (Toma alternativa) (C. Berry) – 2:10
12. "I Don't Need You Any More" – 2:13

Las pistas 7-10 son del EP Kinksize Session.

## Personal

### The Kinks
- Ray Davies – guitarra, armónica, teclados, voces
- Dave Davies – guitarra, voces secundarias, voces principales en "Beautiful Delilah"
- Peter Quaife – bajo eléctrico, voces secundarias
- Mick Avory – pandereta, batería

### Músicos invitados
- Jimmy Page – guitarra acústica (6, 12)
- Jon Lord – piano (9)
- Bobby Graham – batería (1-7, 10, 12)

### Producción
- Simon Heyworth – remasterización
- Klaus Schmalenbach – diseño, fotografía
- Brian Sommerville – notas
- Peter Doggett – notas